# درام (فیلم و تلویزیون)
دِرام (به انگلیسی: Drama) مقوله‌ای از روایت‌‌های داستانی یا نیمه‌داستانی است که جدیتی فراتر از لحن طنز دارد. درام به عنوان یکی از کهن‌ترین و پرکاربردترین گونه‌ها، همواره جایگاهی ویژه در دنیای فیلم و سریال داشته است. این گونه، با تکیه بر روایت‌های عمیق و شخصیت‌پردازی‌های پیچیده، توانسته است مخاطبان را مجذوب خود کند. درام نه‌تنها بازتابی از واقعیت‌های زندگی است، بلکه با پرداختن به کشمکش‌های درونی و بیرونی شخصیت‌ها، بیننده را به تفکر و هم‌ذات‌پنداری وامیدارد. از سوگ‌نوشت‌های یونان باستان تا تولیدات امروزی سینمایی و تلویزیونی، درام همواره در حال تکامل بوده و با تغییرات اجتماعی، فرهنگی و فناورانه همراه شده است.  
یکی از ویژگی‌های بارز گونه درام، توانایی آن در ترکیب با دیگر گونه‌هاست. درام عاشقانه، درام تاریخی، درام جنایی و درام روان‌شناختی تنها نمونه‌هایی از این ترکیب‌های موفق هستند که هرکدام به شیوه‌ای منحصربه‌فرد احساسات و تفکرات مخاطب را برمی‌انگیزند. درام می‌تواند هم عمیقاً شخصی باشد و هم به مسائل جهانی بپردازد؛ از داستان‌های خانوادگی و روابط انسانی گرفته تا مضامین اجتماعی و سیاسی.  

پوستر فیلم بربادرفته محصول سال ۱۹۳۹ / ۱۳۱۷–۱۸؛ فیلم به روابط عاشقانه چند نفر، و تأثیر جنگ داخلی آمریکا بر آنها می‌پردازد.

در دنیای امروز، سریال‌های تلویزیونی نیز به‌عنوان رسانه‌ای قدرتمند برای روایت درام ظهور کرده‌اند. طولانی‌بودن قالب سریال‌ها این امکان را فراهم می‌کند، که شخصیت‌ها با جزئیات بیشتری پرداخته شوند، و فرازونشیب‌های زندگی آن‌ها باورپذیرتر به نظر برسد. از سوی دیگر، سینمای درام با محدودیت زمان روبه‌روست، و باید در مدت کوتاه‌تری تأثیرگذاری عمیقی بر مخاطب بگذارد.  

پوستر سریال در چشم باد محصول سال ۱۳۸۸ / ۲۰۰۹–۱۰، که با محوریت روایت زندگی «بیژن ایرانی» از کودکی تا مرگ، به بیان تاریخ ایران از نهضت جنگل، تا جنگ هشت‌ساله با عراق می‌پردازد.

گونه درام به‌دلیل انعطاف‌پذیری و ظرفیت بالایش در بازتاب تجربیات انسانی، همواره مورد توجه فیلم‌سازان، نویسندگان و مخاطبان بوده است. چه در قالب یک فیلم سینمایی و یا یک سریال تلویزیونی، درام توانسته است مرزهای هنر روایی را گسترش دهد و مخاطب را به درون دنیای شخصیت‌ها بکشاند.

## سبک‌های درام
- درام تراژیک
- درام جنایی
- درام جنگی
- درام حقوقی
- درام رمانتیک (عاشقانه)
- درام تاریخی
- درام سانتیمانتال (احساساتی به شکلی اغراق‌آمیز)
- درام روانشناختی
- درام اجتماعی
- ملودرام
- کمدی دراماتیک
- درام پزشکی
- درام مذهبی
- درام اکشن
- درام نوجوانانه